# Aliger
Aliger is een geslacht van weekdieren uit de klasse van de Gastropoda (slakken).

## Soorten
- Aliger gallus (Linnaeus, 1758)
- Aliger gigas (Linnaeus, 1758) = Roze vleugelhoorn

Niet geaccepteerde soort:
- Aliger costatus (Gmelin, 1791) -> Macrostrombus costatus Gmelin, 1791)